# Standardowa Nadwyżka Bezpośrednia
Standardowa Nadwyżka Bezpośrednia (ang. Standard Gross Margin, SGM) – współczynnik określony dla danej produkcji zwierzęcej lub roślinnej w danym regionie. 
Stanowi standardową (średnią z trzech lat w określonym regionie) wartość produkcji uzyskiwaną z:
- 1 hektara upraw roślinnych,
- 1 m² upraw grzybów
- 1 zwierzęcia,
- 1 ula

pomniejszoną o standardowe koszty bezpośrednie niezbędne do wytworzenia tego produktu.
Współczynniki SGM zostały przygotowane dla poszczególnych produktów rolnych w czterech makroregionach Polski przez Zakład Rachunkowości Rolnej Instytutu Ekonomiki Rolnictwa i Gospodarki Żywnościowej - Państwowy Instytut Badawczy w Warszawie.

## Makroregiony rolnicze
- Pomorze i Mazury:
  - województwo lubuskie
  - województwo zachodniopomorskie
  - województwo pomorskie
  - województwo warmińsko-mazurskie
- Wielkopolska i Śląsk:
  - województwo wielkopolskie
  - województwo kujawsko-pomorskie
  - województwo dolnośląskie
  - województwo opolskie
- Mazowsze i Podlasie:
  - województwo podlaskie
  - województwo mazowieckie
  - województwo łódzkie
  - województwo lubelskie
- Małopolska i Pogórze:
  - województwo świętokrzyskie
  - województwo śląskie
  - województwo małopolskie
  - województwo podkarpackie

Współczynniki SGM służą do wyliczania wielkości ekonomicznej gospodarstw rolnych wyrażanej w jednostkach ESU.